# Hanwha Aerospace
Hanwha Hanwha Aerospace Co., Ltd., раніше Hanwha Techwin Co Ltd, є дочірньою компанією Hanwha Group, аерокосмічної промислової компанії зі штаб-квартирою в Чханвоні, Південна Корея. Вона була заснована в 1977 році як Samsung Precision. Компанія є єдиним у Кореї виробником газотурбінних двигунів і спеціалізується на розробці, виробництві та технічному обслуговуванні авіаційних двигунів. У 1979 році вона розпочала бізнес авіаційних двигунів із обслуговуванням депо газотурбінних двигунів, надаючи різноманітні рішення для газових турбін у Кореї та в усьому світі, і до 2016 року компанія виготовила понад 8000 одиниць обладнання.

## Історія
Компанія була заснована як Samsung Group Precision у 1977 році. У 1978 році компанія створила лабораторію прецизійних приладів. У технічній співпраці з General Electric вона почала виробництво реактивних двигунів для корейських літаків у 1980 році.
У 1987 році компанія змінила назву на Samsung Aerospace Industries і почала виготовляти гелікоптери. У тому ж році він випустив перший в Кореї винищувач KF-16.
У 1999 році компанія передала авіаційний бізнес компанії Korea Aerospace Industries, а в 2000 році змінила назву на Samsung Techwin.
У 2014 році Samsung оголосила про продаж своєї частки в Samsung Techwin південнокорейському конгломерату Hanwha Group. Hanwha завершила поглинання і перейменувала його в Hanwha Techwin у 2015 році.
У 2017 році Hanwha Techwin розділила бізнес-підрозділи оборонного, енергетичного обладнання та промислового обладнання на три дочірні компанії: Hanwha Land Systems, Hanwha Power System і Hanwha Precision Machinery.
У 2018 році Hanwha Aerospace змінила назву на Hanwha Techwin після того, як її підрозділ безпеки було виділено в незалежне підприємство.

## Сегменти
Компанія веде свій бізнес через шість сегментів: 
- Сегмент оборони виробляє та продає самохідну артилерію, носії боєприпасів, а також забезпечує комплексну підтримку систем наземної зброї.
- Сегмент авіаційних двигунів виробляє та постачає газотурбінні двигуни та деталі двигунів, а також надає послуги з обслуговування двигунів.
- Сегмент енергетичних систем виробляє та продає компресори та системи виробництва електроенергії.
- Сегмент безпеки виробляє та продає закриті телевізори (CCTV), цифрові відеореєстратори (DVR) та інше.
- Сегмент промислового обладнання виробляє та продає обладнання для поверхневого монтажу, таке як монтажники мікросхем і екранні принтери.
- Сегмент послуг з інформаційних технологій (ІТ) займається такими бізнесами, як проектування та конструювання комп'ютерних систем, а також експлуатація комп'ютерних систем в експлуатацію[2].

## Дочірні підприємства
- Hanwha Land Systems
- Hanwha Power Systems
- Hanwha Precision Machinery
- Hanwha Techwin
- Hanwha Systems